# Carnaval de Cento

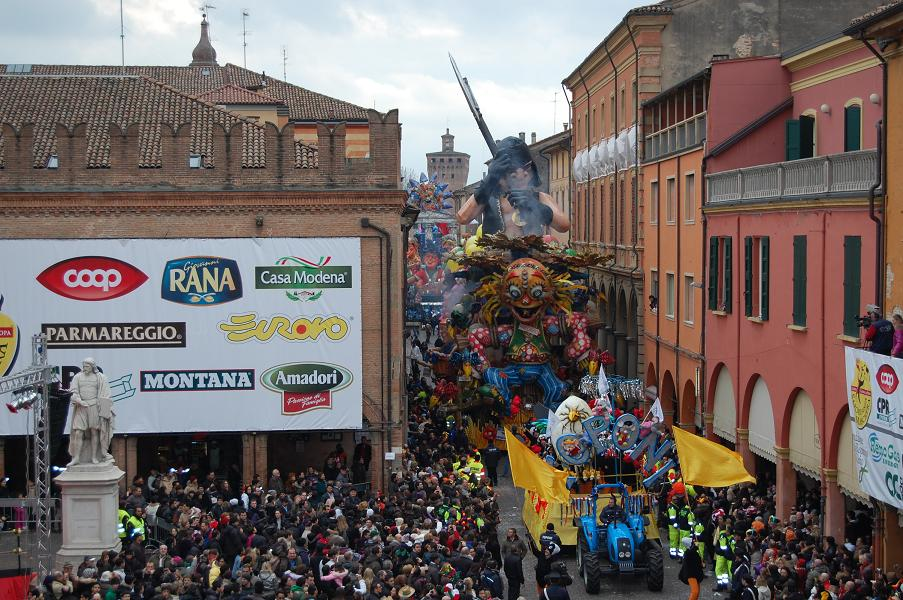
Desfile carnevalesco na praça Guercino

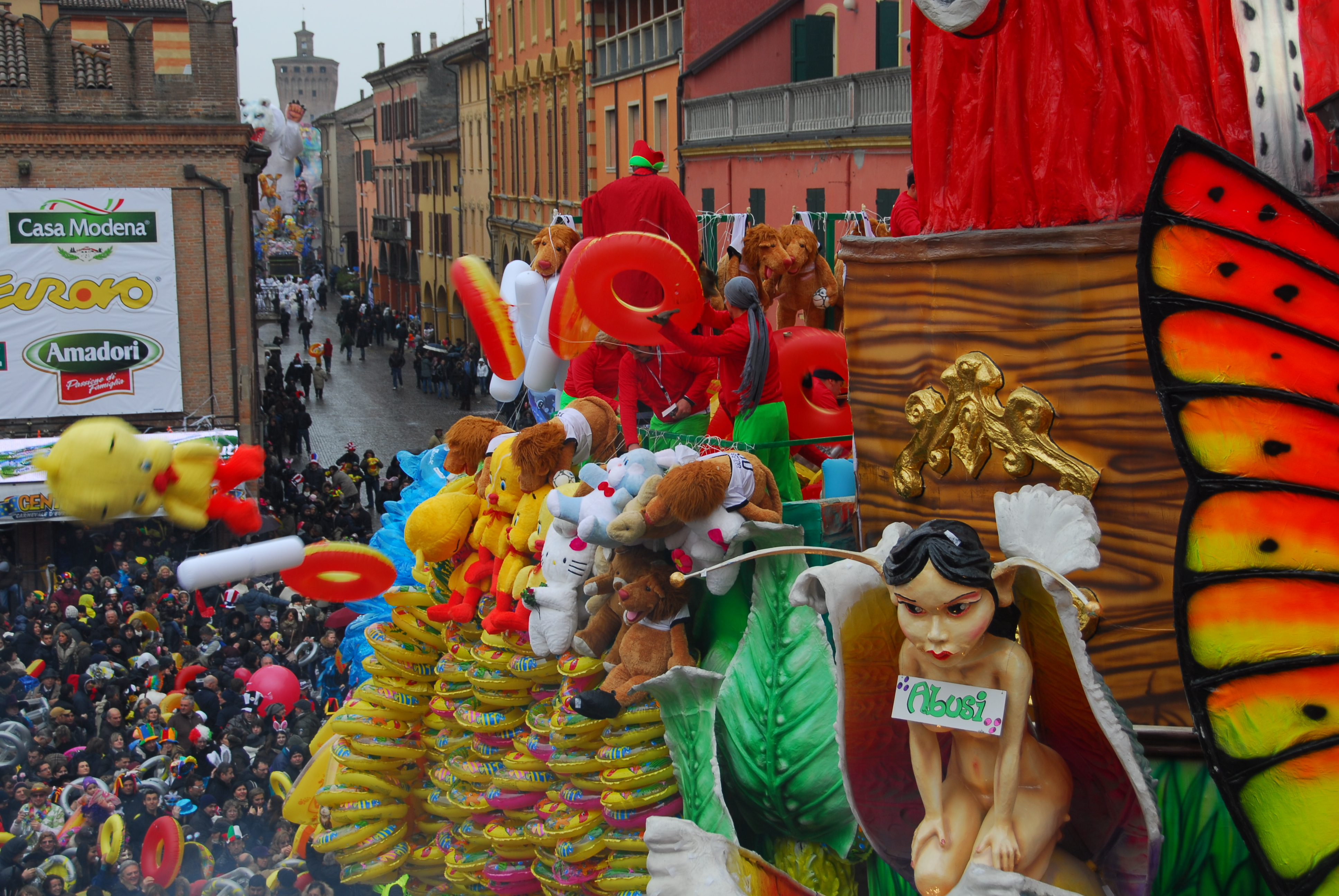

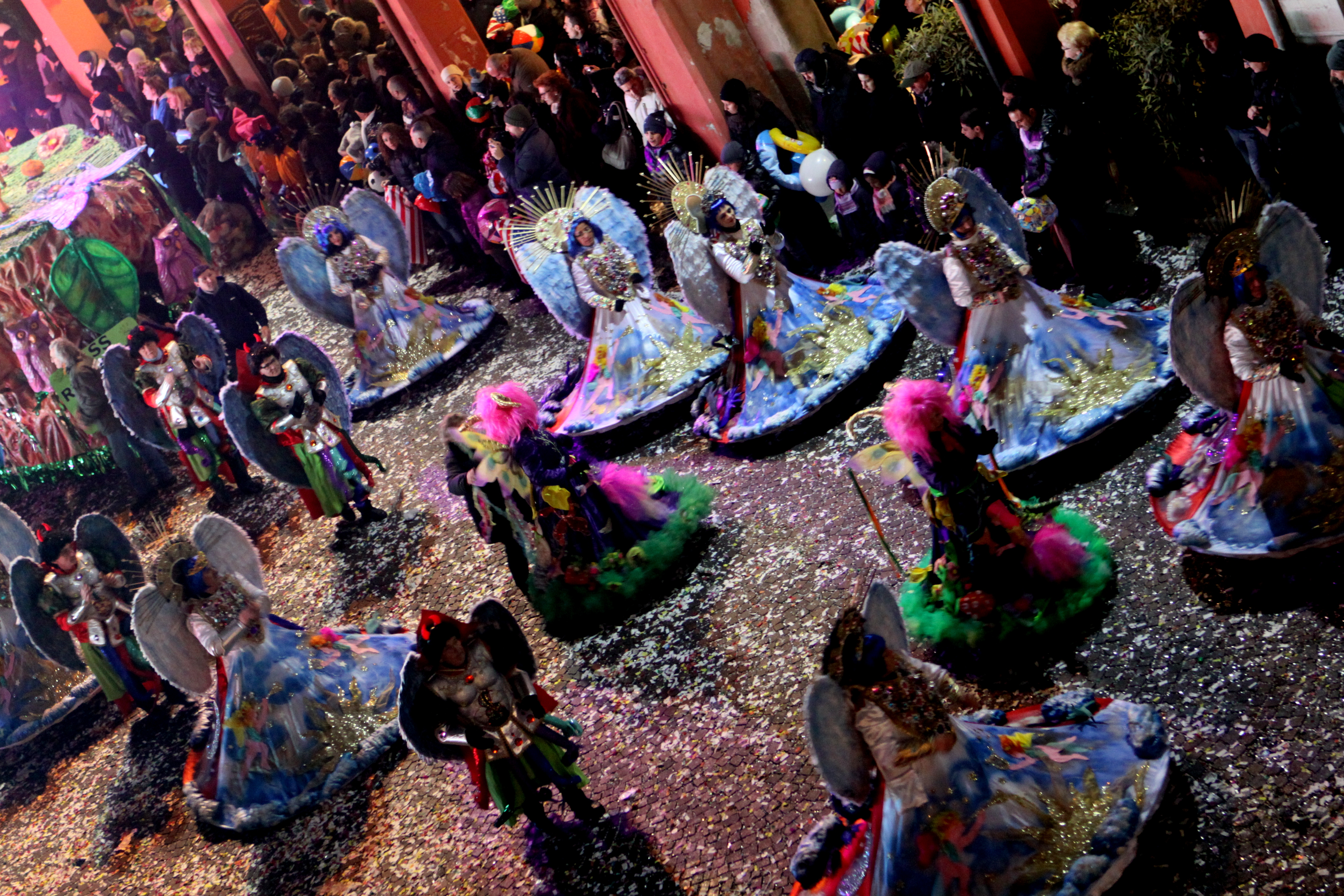
A coreografia dos atores fantasiados

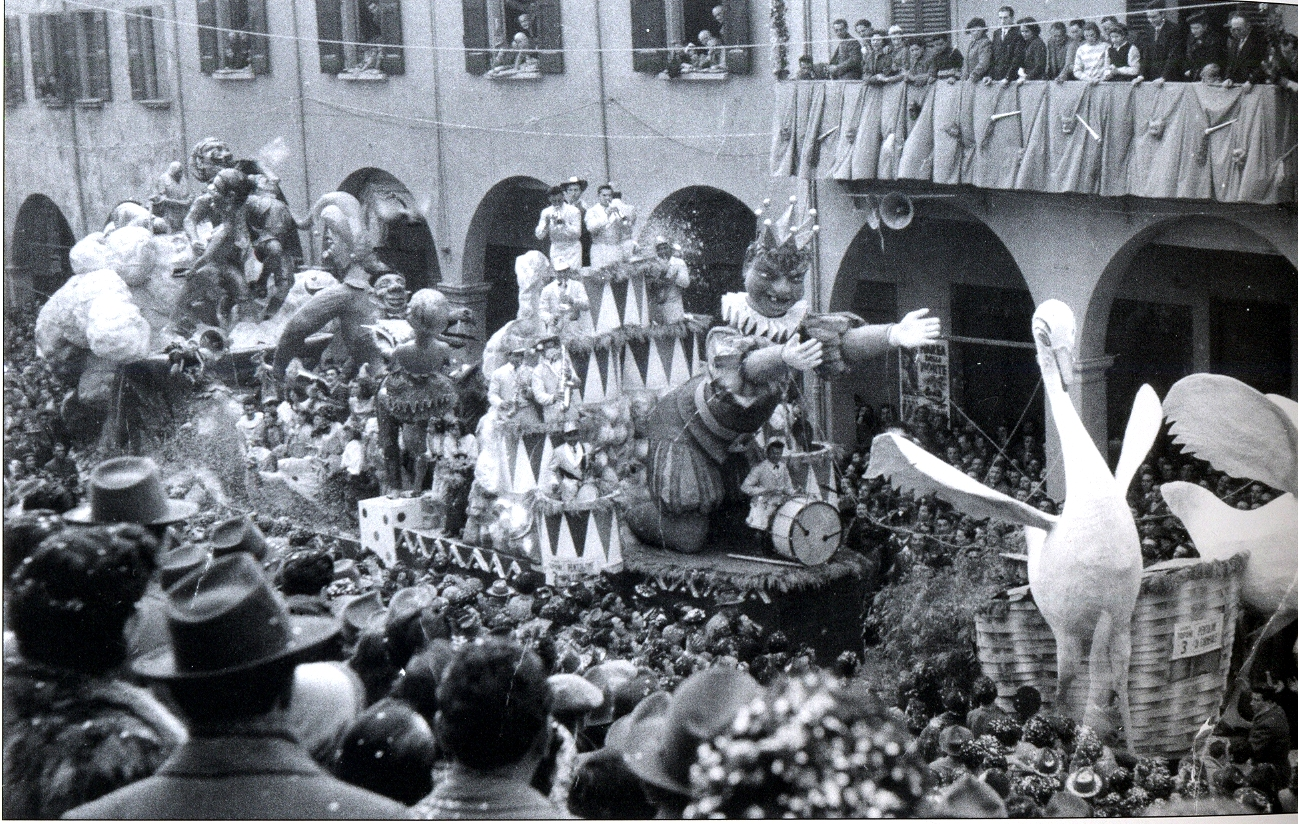
Un carro do carneval de Cento 1954

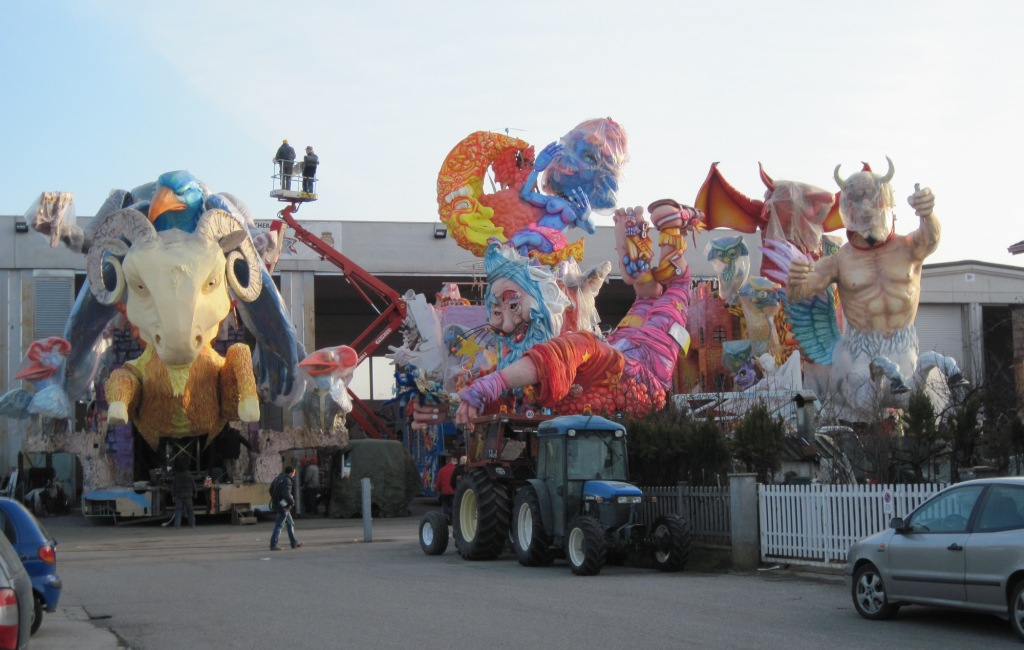

O Carnaval de Cento é um evento que acontece na cidade de Cento, na província de Ferrara, ITália.

## História
O Carnaval de Cento tem origens antigas, como demonstrado por alguns afrescos do século XVII do pintor Giovanni Francesco Barbieri, conhecido como Guercino.
Desde 1990, o evento tornou-se um evento popular importante, devido à geminação com o carnaval do Rio de Janeiro, onde ele desliza fora do vagão a cada ano o vencedor do ano anterior e a presença constante de celebridades italianas e internacionais do entretenimento.
Desde 1990, o evento tornou-se um importante folclore evento, graças à parceria com o Carnaval no Rio de Janeiro, 

## Descrição
O evento geralmente acontece por cinco domingos antes da quaresma, com exceção de 3 de fevereiro, dia do padroeiro de Cento, caso essa data caia num domingo). Durante o Carnaval, ocorre um desfile que começa no início da tarde, onde os carros alegóricos são conduzidos pelo centro da cidade várias vezes, acompanhados por música e por grupos de pessoas com máscaras de se envolvem em coreografias. Peculiar é a rica produção de brinquedos infláveis e bichos de pelúcia lançados de para os espectadores.
Na Piazza Guercino é erguido um palco, onde o Patrono do Carnaval apresenta o evento sempre acompanhados por pessoas  famosas do mundo do entretenimento. no terceiro domingo, geralmente, as empresas estão preparando uma surpresa coreografia para mostrar as ruas.
No último domingo ocorre o anúncio da classificação final do concurso entre as sociedades carnavalescas. 

## Sociedades carnavalescas
São seis as sociedades vencedoras do Carnaval de Cento, ainda em atividade:
- I Ragazzi del Guercino (14 vitórias);
- Toponi (10 vitórias);
- Mazalora (8 vitórias) di Corporeno;
- Ribelli (6 vitórias);
- Risveglio (4 vitórias);
- Riscatto (1 vitória).

Outras sociedades foram: Ammagamma (7 vitórias), Vulcania (7 vitórias), Nottambuli (5 vitórias), Poligono (4 vitórias), Gran Canucel (2 vitórias), Amici di Penzale (1 vittoria), Bufera (1 vittoria), Nonantola (1 vitória), Piedi Neri (1 vitória), Ragno (1 vitória).

## Polêmicas
Na edição 2003, foi contratado pela organização, o árbitro de futebol Byron Moreno, famoso na Itália por ter dirigido a partida Coréia do Sul versus Itália válida pela Copa do Mundo FIFA de 2002. Sua arbitragem se tornou impopular na Itália nos meses seguintes, de modo a despertar sérias dúvidas sobre a escolha da organização do carnaval e reclamações duras contra o árbitro, expressa através de apitos e insultos verbais, além de ovos e moedas atirados por participantes.

## Ligações Externas
- Carnevale di Cento (em italiano)